# گریگوره واسیلیو بیرلیک
گریگوره واسیلیو بیرلیک (رومانیایی: Grigore Vasiliu Birlic؛ ‏ ۲۴ ژانویهٔ ۱۹۰۵ – ۱۴ فوریهٔ ۱۹۷۰) بازیگر اهل رومانی بود.
از فیلم‌هایی که وی در آن‌ها نقش داشته‌است، می‌توان به والس تایتانیک، پنداره‌ها ۱۹۰۰ و تلگرام اشاره نمود.